# Рамотовский, Юзеф Констанций
Юзеф Констанций Рамотовский прозвище «Вавер» (пол. Józef Konstanty Ramotowski;  12 апреля 1812 Тыкоцин — 20 июля 1888,  Сомюр) — польский революционер. Активный участник восстания 1830—1831 годов, и восстания 1863—1864 годов. Полковник повстанческих войск. После поражения восстаний — активный деятель польской эмиграции. 

## Биография
Юзеф Констанций Рамотовский родился 12 апреля 1812 года в Тыкоцине Варшавское герцогство. Отец — Юзеф Рамотовский (1781—1847), мать — Юзефа Ксаржевская (ум. в 1835 году). Второй из четырех детей. Отец Рамотовского работал редактором местного журнала.
В 1830 году Юзеф Рамотовский окончил провинциальную гимназию в Ломже и поступил на Юридический факультет Варшавского университета. Однако непосредственно перед началом Ноябрьского восстания оставил учебу и присоединился к его подготовке.

### Участие в восстании 1830—1831 годов
Юзеф Раматовский встретил начало Ноябрьского восстания в Варшаве. В числе многих других он участвовал в штурме города, и захвате мятежниками арсенала местного гарнизона. Прикрепленный ко 2-му линейному пехотному полку Войска Королевства Польского, Раматовский принимал участие в 1-м сражении под Вавром, за что был награжден серебряным крестом ордена «Военной доблести» и произведен в звание унтер-офицера. В конце восстания был ранен в боестолкновении с регулярными войсками под Тыкоцином и произведен в звание лейтенанта. Всего через несколько недель после этого, его отряд перешел границу с Пруссией и был разоружен властями. Отбыв некоторое время в лагере для интернированных Юзеф Раматовский уехал во Францию.

## Первая эмиграция и подготовка восстания 1863 — 1864 годов
18 июля 1832 года Юзеф Раматовский прибыл во Францию. С 1832 по 1835 годы не имел постоянного дохода и места жительства переезжал из города в город пока наконец в 1835 году не поселился в Дезертине, где вскоре вступил в Национальную гвардию Франции в том же году получил звание капитана. Вскоре Рамотовский вступил в Польское демократическое общество. Стал также вице-президентом местного сельскохозяйственного общества, которое приносило ему не малые доходы и сделало Юзефа вхожим в круги местной буржуазии. В 1850 году умер старший сын Рамотовского. В 1856 году в числе многих других подписал петицию польской эмиграции отвергающую амнистию объявленную Александром II для участников ноябрьского восстания.
В то же самое время с начала 1860-х годов Рамотовский вошел в контакт с подпольными польскими националистическими организациями развившими свою деятельность в Царстве Польском. В середине 1862 года он тайно прибыл в Северо-Западный край, где принял участие в подготовке мятежа. Рамотовский под псевдонимом «Вавер» был перекреплен к отряду повстанческого полковника Владислава Цихорского.

## Участие в восстании 1863 — 1864 годов
В первые дни восстания 1863-1864 годов, Юзеф Рамотовский принявший псевдоним «Вавер» был произведен Национальным правительством в полковники и приписан к отряду полковника Владислава Цихорского. Принял участие во всех сражениях отряда Цихорского января — марта 1863 года, в том числе сражении за Семятыче. Тем не менее во второй половине марта 1863 года Национальное правительство поручило ему создать собственный отряд. В итоге отделившись в конце марта 1863 года с группой из 200 мятежников от отряда находящегося уже под командованием Зыгмунта Падлевского, он стал лагерем в окрестностях местечка Комарово. Но 13 (25) марта 1863 года Роматовский получил донесение, что из Чижева, Соколов и Остроленки против него были высланы регулярные войска, и вследствие плохого вооружения своего отряда, стараясь избежать боестолкновений с русскими войсками, вынужден отступить к  Августову, где стал лагерем.

## Вторая эмиграция и смерть
С сентября по декабрь 1863 года Юзеф Рамотовский находился в Пруссии, после чего вернулся во Францию проживал в Дезертине. После начала Франко-прусской войны был прикреплен к 9-й роте Национальной гвардии Франции. 27 октября 1870 года Рамотовскому было присвоено звание подполковника и он был назначен начальником центра по мобилизации населения в департаменте Майен. Однако уже вскоре мобилизован в действующие войска. Принимал участие в битве при Ле-Мане. 
После завершения войны и смерти жены в 1876 году Рамотовский переехал в Париж, где принимал активное участие в деятельности польской эмиграции в том числе добился от правительства Франции предоставления статуса ветеранов и выплаты пособия всем полякам принявшим участие во Франко-прусской войне на стороне Франции. Умер Юзеф Раматовский 20 июля 1888 года в Сомюре, куда в 1885 году перебрался по приглашению сына из-за слабого здоровья. Был похоронен на местном кладбище в Мортене. В 1903 году при посредничестве сына останки Юзефа Рамотовского были перезахоронены на кладбище Монпарнас.

## Личная жизнь
7 января 1836 года женился на вдове Констанс де Бошин (1803 — 1876). От брака родилась дочь Мария Рамотовская (в замужестве Гарболевская) (1837 — 1912), Артур Юзеф Рамотовский (1840 — 1850) и Леопольд Тадеуш Рамотовский (29 октября 1841 — 13 декабря 1921).